# David Shannon Morse
Pour les articles homonymes, voir Morse.
David Shannon Morse, communément appelé Dave Morse, né le 15 avril 1943 et mort le 2 novembre 2007, est un entrepreneur américain, cofondateur d'Amiga, New Technologies Group (NTG) et Crystal Dynamics.

## Biographie
Dave Morse est né en 1943 à Lexington dans le Massachusetts. Il a été marié à Lorraine pendant 42 ans avec qui il a eu deux enfants, Mark et Christopher. Il est diplômé de l'université Tufts et de la Tuck School of Business (MBA). Il est mort le 2 novembre 2007 à San José en Californie.

### Amiga
Dave Morse vit douze ans dans le Minnesota, où il devient vice-président du pôle marketing et ventes du fabricant de jouet Tonka Toys, avant de rejoindre la Silicon Valley en 1982. Jay Miner (ancien ingénieur matériel d'Atari) et Larry Kaplan (ex-programmeur d'Atari Inc. et cofondateur d'Activision) lui proposent de présider une compagnie de jeu vidéo, Hi-Toro. Les premiers bureaux sont ouverts à Santa Clara. Quand Larry Kaplan se désengage du projet, Dave Morse propose à Jay Miner d'intégrer l'entreprise en qualité de vice-président et d'ingénieur matériel en chef. Jay Miner accepte à la condition de concevoir une console construite telle un ordinateur (et extensible) basée sur le processeur 16/32-bit Motorola 68000. La start-up Hi-Toro, bientôt rebaptisée Amiga, prend son envol en septembre grâce au fond d'un consortium d'investisseurs texans (7 millions de dollars). Les deux dirigeants recrutent des ingénieurs qu'ils veulent passionnés par le projet dans le pôle technologique californien et l'équipe atteint jusqu'à une vingtaine employés. Le krach du jeu vidéo de 1983 pousse la société à concentrer son activité sur le développement d'un prototype d'ordinateur personnel, connu sous le nom « Lorraine ».
Les premiers prototypes, sophistiqués et novateurs, sont dévoilés aux Consumer Electronics Show (CES) de Las Vegas et de Chicago en janvier et juin 1984. C'est un succès mais la jeune société se trouve alors à court d'argent (les deux dirigeants en viennent à hypothéquer leurs biens personnels pour soutenir le projet). En quête d'un financement, Dave Morse démarche les compagnies Sony, Hewlett-Packard, Philips, Apple et Silicon Graphics mais seul Atari est vraiment intéressé et Amiga Computer se trouve contraint à passer un accord « empoisonné » avec celle-ci,. Fin juin 1984, à deux jours du terme de l'accord qui signe la perte de droits sur le chipset Amiga en faveur d'Atari, Commodore International coiffe son rival avec une meilleure offre (l'équipe est notamment préservée), que Dave Morse parvient même à négocier à la hausse. L'Amiga est sauvé mais il appartient désormais à la compagnie de West Chester. Le rachat, d'un montant de 24 millions de dollars, est officialisé le 17 août 1984. L'équipe poursuit le projet dans la nouvelle filiale Commodore-Amiga Inc., basée à Los Gatos, et 27 millions de dollars supplémentaires sont injectés dans le développement. Le premier modèle est lancé le 24 juillet 1985. Malgré des débuts commerciaux difficiles, l'Amiga, à la technologie avant-gardiste, devient une gamme d'ordinateurs populaires dans la décennie à venir (les ventes globales sont généralement estimées entre 6 et 8 millions d'exemplaires). 

### Epyx, NTG et Crystal Dynamics
Dave Morse devient président de Epyx, basée à San Francisco, où il supervise le développement de la première console portable à LCD couleur, la Lynx (connu à l'époque sous le nom de code « Handly Game »). D'anciens ingénieurs Amiga sont impliqués dans l'aventure (et la suivante), comme RJ Mical et Dave Needle. La technologie est revendue à Atari Corporation qui commercialise la console en 1989, la même année que la Game Boy de Nintendo (les ventes ne dépassent pas les 500 000 unités.).
En juillet 1989, Dave Morse cofonde la société New Technologies Group (NTG), qui s’attelle au développement d'une nouvelle machine. La compagnie grandit jusqu'à 32 employés avant de fusionner avec The 3DO Company. La technologie développée est à la base de la console 32-bit 3DO, commercialisé en octobre 1993 (ses ventes sont estimés à 2 millions d'exemplaires). Dave Morse quitte la structure en juin 1993.
En 1992, Dave Morse cofonde la société de développement de jeux vidéo Crystal Dynamics, basée à Redwood City, où il sert comme président du conseil d'administration de septembre 1992 à avril 1996 (jusqu'à sa restructuration) et comme chief executive officer d'octobre 1994 à mai 1995. La compagnie est le premier développeur licencié de la console 3DO et développe ensuite des jeux sur d'autres systèmes. Elle est détenue par SCI Entertainment en 2008.

### Autres affaires
En 1993, Dave Morse fonde la société Silicon Gaming, qui développe des systèmes de jeux vidéo pour les casinos. De janvier 1994 à décembre 1995, il est partenaire de Interactive Partners, une « société » de capital risque. En 1996, il fonde Silicon Entertainment (avec son fils Christopher), basée à Campbell, qui développe des simulateurs de conduite licenciés par la NASCAR. Il a aussi monté VideoStream, une compagnie de technologie multimédia, avec Carl Sassenrath.